# Réserve naturelle régionale géologique de Normandie-Maine
La réserve naturelle régionale géologique de Normandie-Maine (RNR216) est une réserve naturelle régionale géologique située en région Normandie. Classée en 2009, elle occupe une surface de 0,37 hectare et protège un site d'extraction de calcaire ordovicien renommé pour ses micro-fossiles de conodontes. Par sa taille, elle constitue la troisième plus petite réserve naturelle régionale de France. Le 23 septembre 2024, la réserve est étendue à 0,58 hectares. 

## Localisation

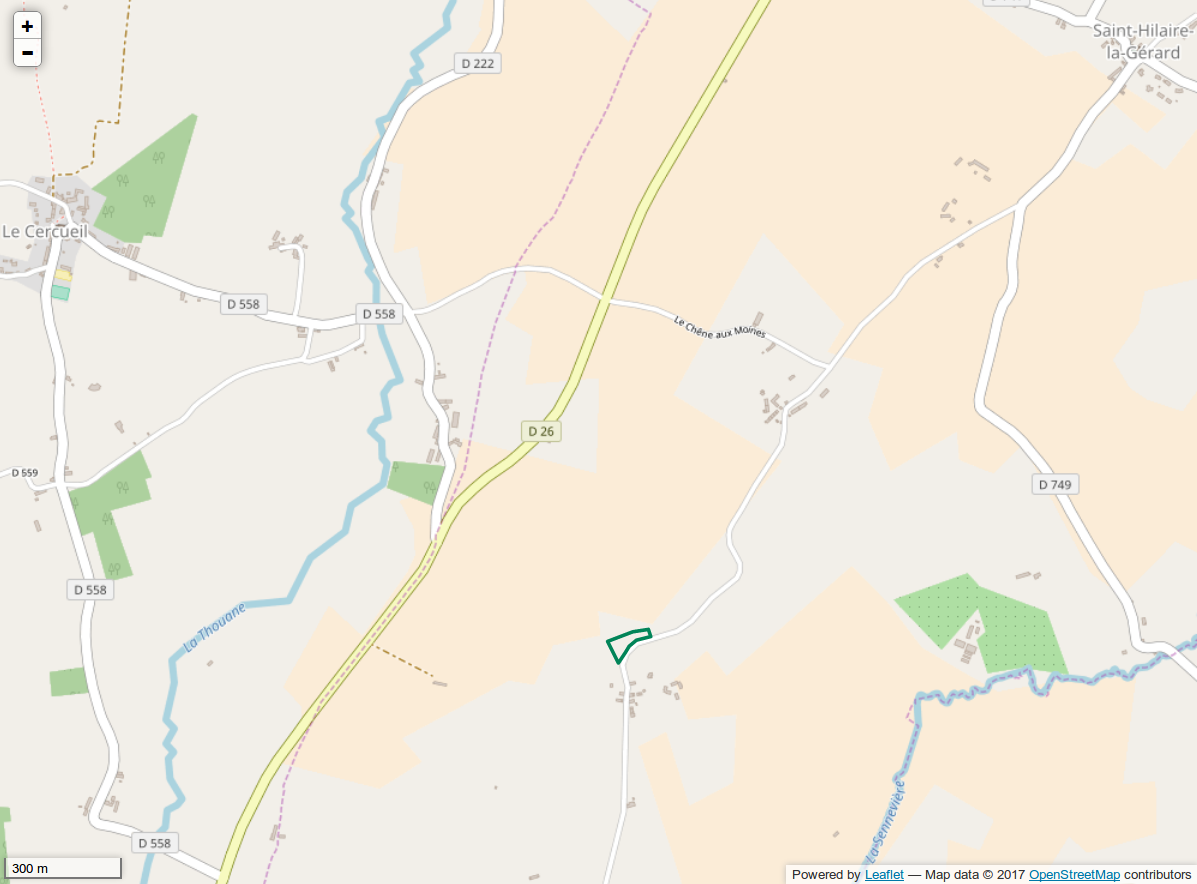
Périmètre de la réserve naturelle.

Le territoire de la réserve naturelle est dans le département de l'Orne, sur la commune de Saint-Hilaire-la-Gérard dans le parc naturel régional Normandie-Maine. Il comprend le site de la carrière des Vaux, petit site d'extraction de calcaire d'âge ordovicien abandonné. Le site est à une altitude de 245 m.

## Histoire du site et de la réserve
Le site est connu depuis la fin du XIXe siècle par les travaux d'Alexandre Bigot et reconnu pour sa valeur patrimoniale depuis les années 1990. L'extraction a cessé au début du XXe siècle. L'inventaire régional du patrimoine géologique de 2007 a permis de lancer l'idée de la création de la réserve naturelle. Enfin, le décès de la propriétaire en 2008 a permis le rachat du site par le PNR Normandie-Maine.

## Écologie (biodiversité, intérêt écopaysager…)
L'intérêt du site est essentiellement géologique. Il est constitué par la présence de micro-fossiles de conodontes qui ont permis sa datation biostratigraphique et qui lui confère ainsi un intérêt d'ordre national. Il est prévu que d'autres sites intègrent la réserve naturelle régionale.

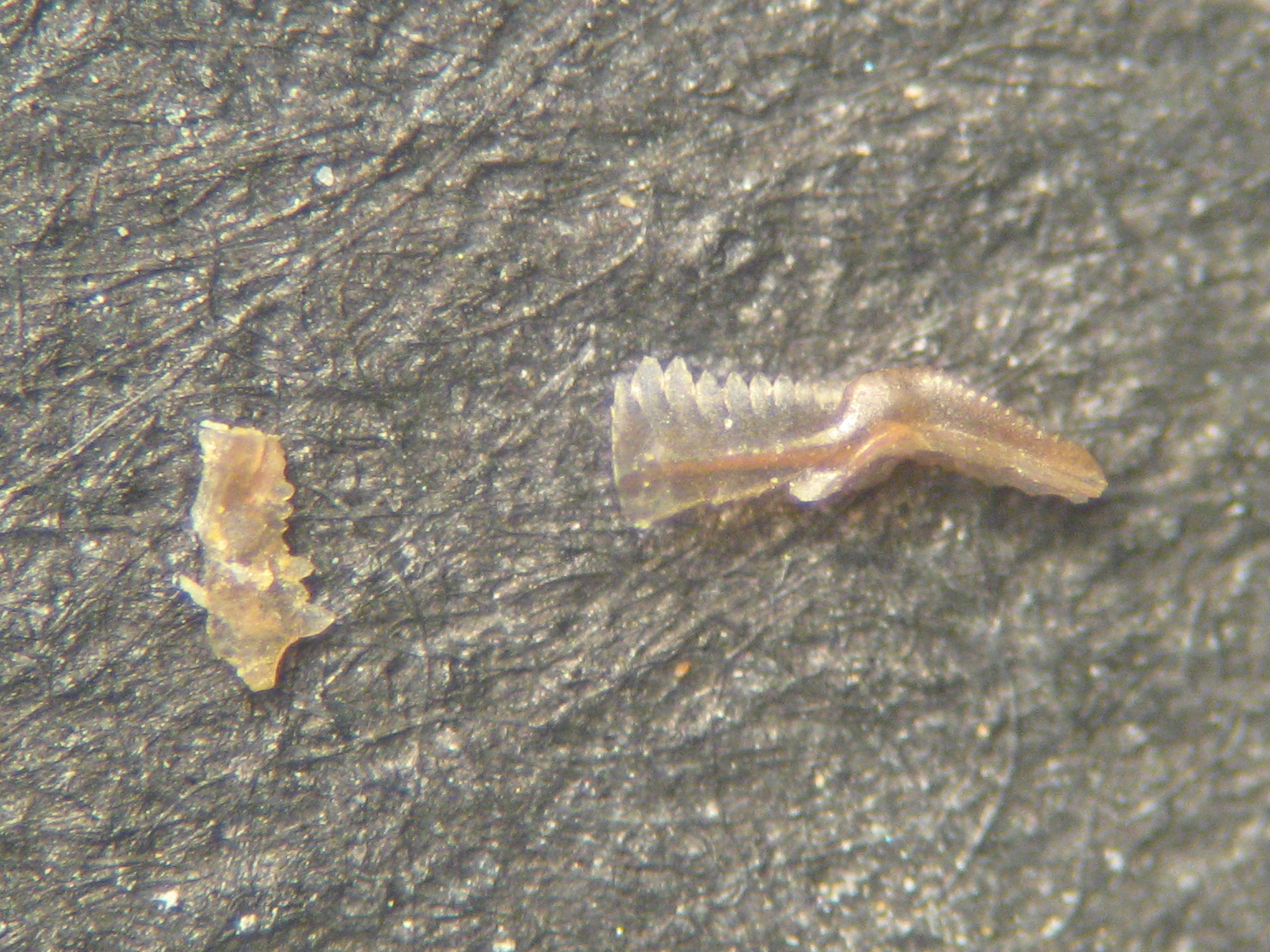
Micro-fossiles de conodontes

### Géologie
Le site appartient à la partie orientale du Massif armoricain et se situe sur le flanc nord du synclinal de Sées. L'inclinaison des couches présente un pendage moyen de 40 degrés vers le sud. Dans les niveaux calcaires de la carrière, on note la présence de diaclases qui favorisent le débitage des blocs.

### Flore
La flore vasculaire, étudiée en 2009, compte une centaine d'espèces typiques des sous-bois. Une est considérée comme rare, le Poirier à feuilles en cœur. On trouve également la Viorne lantane, le Brachypode des bois, la Laîche écartée, l'Aubépine à deux styles, l'Orchis bouc…

### Faune
On compte sur le site 5 espèces de mammifères, une vingtaine d'espèces d'oiseaux et 34 espèces d'insectes.

## Intérêt touristique et pédagogique
Une partie du site est ouverte au public qui peut observer les blocs de calcaire contenant les micro-fossiles de conodontes.

## Administration, plan de gestion, règlement
La réserve naturelle est gérée par le parc naturel régional Normandie-Maine. Le plan de gestion correspond à la période 2012-2019.

### Outils et statut juridique
La réserve naturelle a été créée par une délibération du 18 décembre 2009.
Le site se situe à proximité du site Natura 2000 « Haute vallée de l'Orne et affluents ».